# Willem (single)
Willem is een single van Willem Duyn. Het is een Nederlandstalige cover van Darlin' dat een jaar eerder de hitparades ingezongen werd door Frankie Miller (maar niet in Nederland). Het karakter van het oorspronkelijke lied is geheel verwijderd en het is een klaagzang op het leven van Willem Duyn zelf geworden.

## Hitnotering

### Nederlandse Top 40
| Hitnotering: 25-08-1979 t/m 03-11-1979 | Hitnotering: 25-08-1979 t/m 03-11-1979 | Hitnotering: 25-08-1979 t/m 03-11-1979 | Hitnotering: 25-08-1979 t/m 03-11-1979 | Hitnotering: 25-08-1979 t/m 03-11-1979 | Hitnotering: 25-08-1979 t/m 03-11-1979 | Hitnotering: 25-08-1979 t/m 03-11-1979 | Hitnotering: 25-08-1979 t/m 03-11-1979 | Hitnotering: 25-08-1979 t/m 03-11-1979 | Hitnotering: 25-08-1979 t/m 03-11-1979 | Hitnotering: 25-08-1979 t/m 03-11-1979 | Hitnotering: 25-08-1979 t/m 03-11-1979 | Hitnotering: 25-08-1979 t/m 03-11-1979 |
| Week:                                  | 1                                      | 2                                      | 3                                      | 4                                      | 5                                      | 6                                      | 7                                      | 8                                      | 9                                      | 10                                     | 11                                     |                                        |
| -------------------------------------- | -------------------------------------- | -------------------------------------- | -------------------------------------- | -------------------------------------- | -------------------------------------- | -------------------------------------- | -------------------------------------- | -------------------------------------- | -------------------------------------- | -------------------------------------- | -------------------------------------- | -------------------------------------- |
| Positie:                               | 38                                     | 23                                     | 17                                     | 12                                     | 6                                      | 5                                      | 5                                      | 7                                      | 14                                     | 25                                     | 35                                     | uit                                    |

### Nationale Hitparade
| Hitnotering: 25-08-1979 t/m 17-11-1979 | Hitnotering: 25-08-1979 t/m 17-11-1979 | Hitnotering: 25-08-1979 t/m 17-11-1979 | Hitnotering: 25-08-1979 t/m 17-11-1979 | Hitnotering: 25-08-1979 t/m 17-11-1979 | Hitnotering: 25-08-1979 t/m 17-11-1979 | Hitnotering: 25-08-1979 t/m 17-11-1979 | Hitnotering: 25-08-1979 t/m 17-11-1979 | Hitnotering: 25-08-1979 t/m 17-11-1979 | Hitnotering: 25-08-1979 t/m 17-11-1979 | Hitnotering: 25-08-1979 t/m 17-11-1979 | Hitnotering: 25-08-1979 t/m 17-11-1979 | Hitnotering: 25-08-1979 t/m 17-11-1979 | Hitnotering: 25-08-1979 t/m 17-11-1979 | Hitnotering: 25-08-1979 t/m 17-11-1979 |
| Week:                                  | 1                                      | 2                                      | 3                                      | 4                                      | 5                                      | 6                                      | 7                                      | 8                                      | 9                                      | 10                                     | 11                                     | 12                                     | 13                                     |                                        |
| -------------------------------------- | -------------------------------------- | -------------------------------------- | -------------------------------------- | -------------------------------------- | -------------------------------------- | -------------------------------------- | -------------------------------------- | -------------------------------------- | -------------------------------------- | -------------------------------------- | -------------------------------------- | -------------------------------------- | -------------------------------------- | -------------------------------------- |
| Positie:                               | 31                                     | 29                                     | 11                                     | 10                                     | 6                                      | 8                                      | 10                                     | 9                                      | 10                                     | 16                                     | 25                                     | 39                                     | 48                                     | uit                                    |

### VlaamseUltratop 30
| Hitnotering: 27-10-1979 | Hitnotering: 27-10-1979 | Hitnotering: 27-10-1979 |
| Week:                   | 1                       |                         |
| ----------------------- | ----------------------- | ----------------------- |
| Positie:                | 27                      | uit                     |

## Versie van Edwin Evers
De Nederlandse radio-dj Edwin Evers maakte in 2013 bij Evers staat op een cover van het nummer, getiteld Koning als geen ander. Het nummer gaat over prins Willem-Alexander die dat jaar koning werd. Het behaalde de 53e positie in de Nederlandse Single Top 100.

### NederlandseSingle Top 100
| Hitnotering: 27-04-2013 t/m 04-05-2013 | Hitnotering: 27-04-2013 t/m 04-05-2013 | Hitnotering: 27-04-2013 t/m 04-05-2013 | Hitnotering: 27-04-2013 t/m 04-05-2013 |
| Week:                                  | 1                                      | 2                                      |                                        |
| -------------------------------------- | -------------------------------------- | -------------------------------------- | -------------------------------------- |
| Positie:                               | 53                                     | 69                                     | uit                                    |